# متیو پیبرنز
متیو پیبرنز (انگلیسی: Mathieu Peybernes؛ زادهٔ ۲۱ اکتبر ۱۹۹۰) بازیکن فوتبال اهل فرانسه است.
از باشگاه‌هایی که در آن بازی کرده‌است می‌توان به باشگاه فوتبال لوگو، باشگاه فوتبال اسپورتینگ خیخون، باشگاه فوتبال لوریان، باشگاه ورزشی گوزتپه، باشگاه فوتبال باستیا، باشگاه فوتبال سوشو، باشگاه فوتبال اوپن، و باشگاه فوتبال آلمریا اشاره کرد.
وی همچنین در تیم‌های ملی فوتبال زیر ۱۸ سال فرانسه، زیر ۱۹ سال فرانسه، و زیر ۲۱ سال فرانسه بازی کرده‌است.